# Snap (American Football)

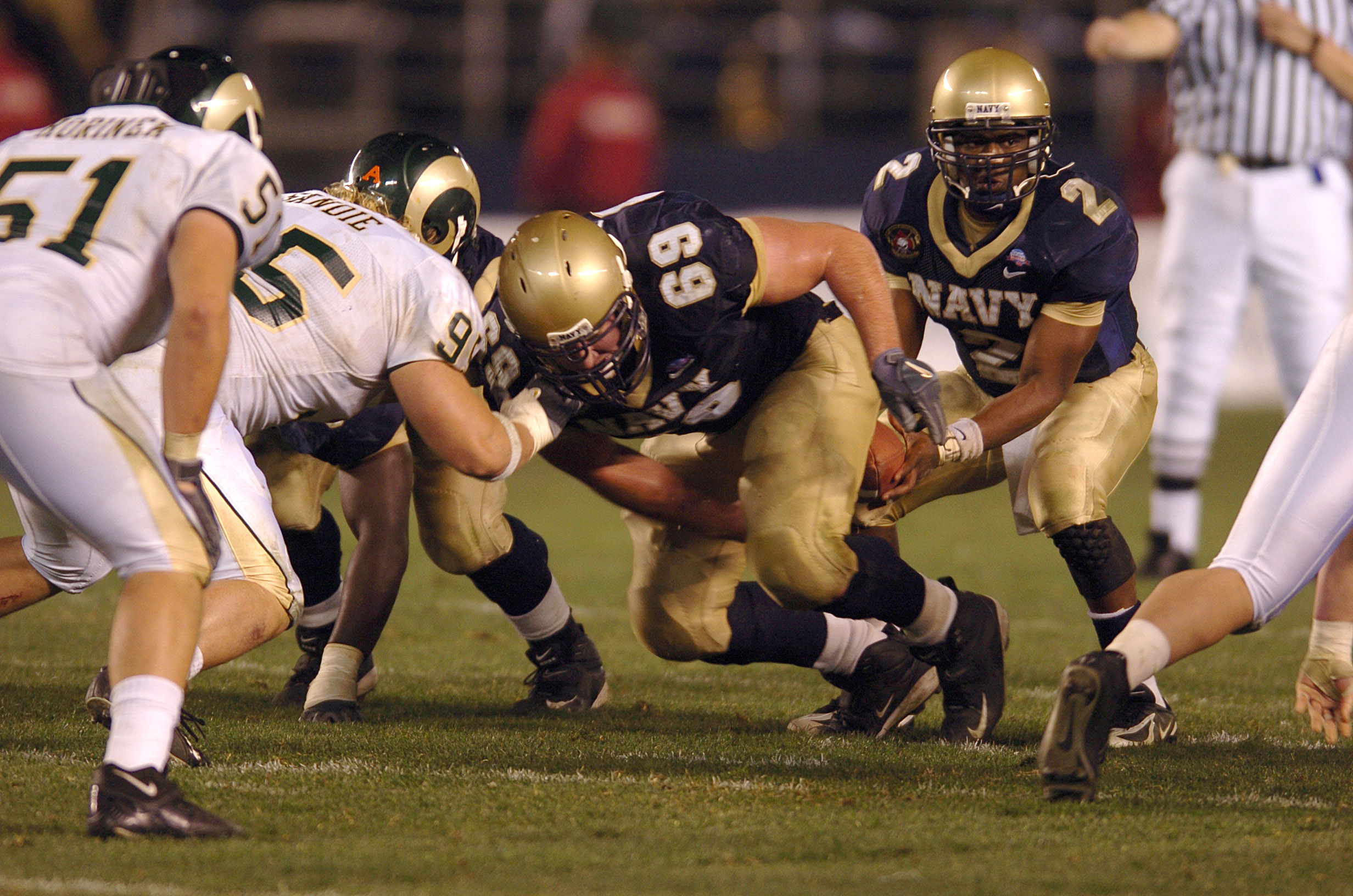
Snap: Der Center (#69) überreicht dem Quarterback (#2) den Ball, während der Abwehrspieler (#95) angreift

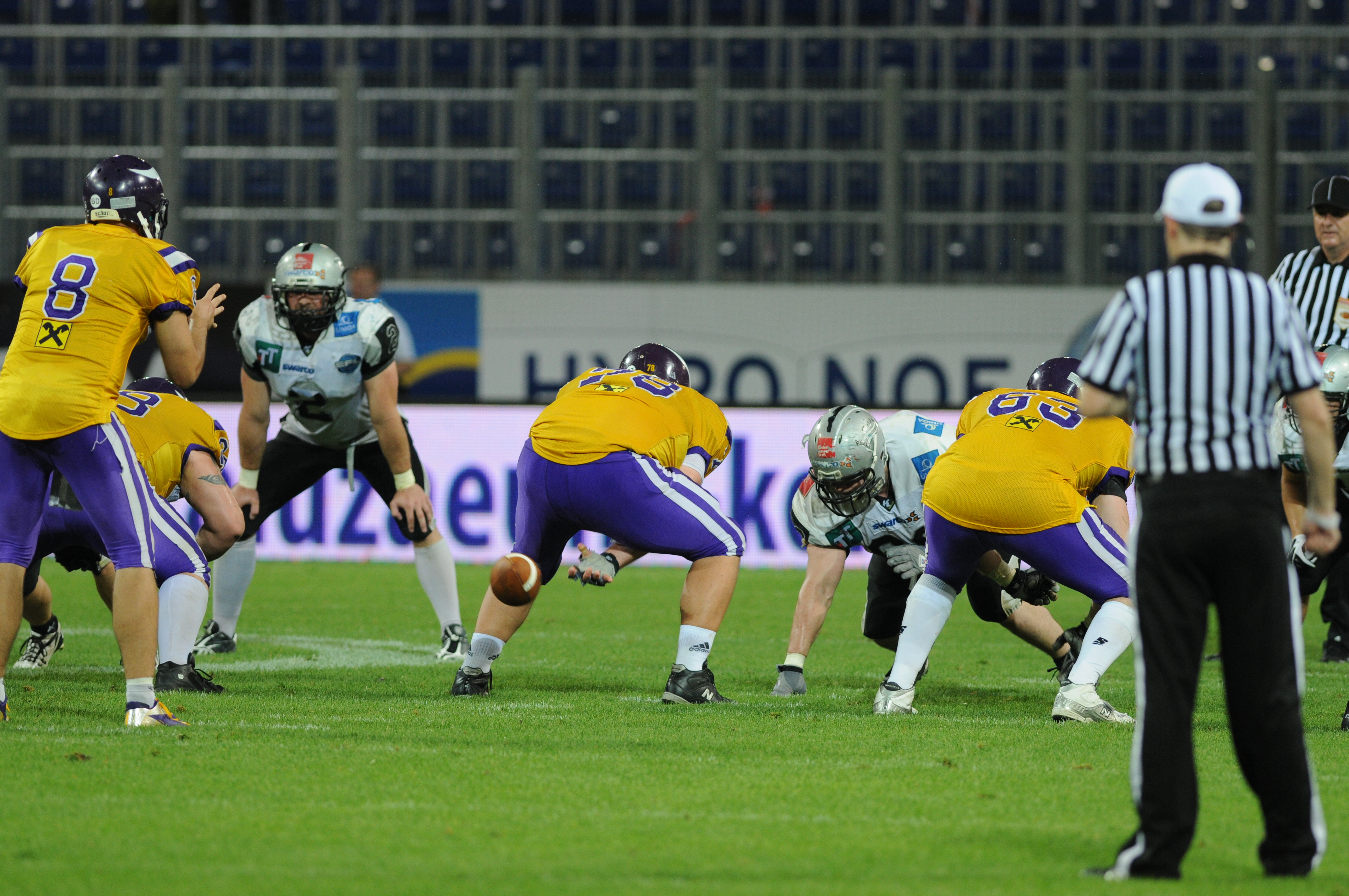
Der Center (#78) wirft den Ball, zwischen seinen Beinen, zum Quarterback (#8)

Der Snap im American Football beschreibt den Moment der Ballübergabe des Centers an den Quarterback und damit den Beginn jedes Spielzugs.
Der Snap wird meistens einhändig ausgeführt, indem der Center den Ball vom Boden durch seine Beine hindurch direkt in die Hände des Quarterbacks übergibt. Danach kann ein Pass- oder Laufspielzug ausgeführt werden.
In bestimmten Situationen muss der Center den Ball auch beidhändig zielgenau mehrere Meter nach hinten werfen. Da ein solcher „Long Snap“ besonderes Geschick erfordert, kommen dafür oft spezialisierte Spieler (Long Snapper) zum Einsatz.
- Bei einem Field-Goal-Versuch wird der Ball 7–8 Yards nach hinten zum dort knienden „Holder“ geworfen, der den Ball fängt und auf die Spitze stellt, damit der Kicker in Aktion treten kann.
- Bei einem Punt steht der Punter sogar 12–15 Yards weiter hinten, der Ball muss also noch weiter und höher geworfen werden.

Vor Ausführung des Snaps müssen sich mindestens sieben Spieler der Offense an der Line of Scrimmage aufstellen; die ganze Offense mit Ausnahme eines einzelnen Spieler, des Man in Motion im Backfield, muss mindestens eine Sekunde stillstehen, ansonsten gibt es eine Strafe von 5 Yards für einen False Start. Die Defense-Spieler dürfen sich zwar jederzeit bewegen, aber beim Snap weder in der neutralen Zone, welche an der Line of Scrimmage so breit wie der Ball ist, noch jenseits der Line of Scrimmage aufhalten. Die Strafen für die Defense heißen hierbei Encroachment und Offside. Generell darf sich kein Spieler mit Ausnahme des Centers bzw. Long Snappers in der neutralen Zone aufhalten.
Des Weiteren wird im Huddle vom Quarterback der Snap Count festgelegt, d. h. er bestimmt, nach dem wievielten seiner Rufe der Spielzug beginnt. Üblicherweise lautet die Ansage ‚Down‘ – ‚Set‘ – ‚Hut‘. Laut NCAA-Regeln kann auch schon nach dem ‚Down‘ der Snap erfolgen. Eine taktische Variante hierzu ist, während des gesamten Spiels einen recht kurzen Snap Count zu verwenden und gegen Ende oder in kritischen Situationen einen längeren zu benutzen, um die Defense eventuell zu einem Encroachment (defensives Abseits) zu bewegen.